# Institut für Volkskunde der Deutschen des östlichen Europa
Das Institut für Volkskunde der Deutschen des östlichen Europa (IVDE) ist eine wissenschaftliche Einrichtung mit Sitz in Freiburg. Es beschäftigt sich mit der Erforschung der historischen und gegenwärtigen Populär- und Alltagskultur der Deutschen in Ost-, Ostmittel- und Südosteuropa.

## Geschichte und Aufgaben
Im Jahr 1951 gründete der Volkskundler Johannes Künzig (1897–1982) in Freiburg die Vorgängerinstitution des IVDE als Forschungsstelle für die Volkskunde der heimatvertriebenen Deutschen aus dem östlichen Europa. Institutionell untersteht das IVDE seit 1964 dem Innenministerium Baden-Württemberg und wird von diesem finanziert. Nach Künzigs Tod wurde es 1982 ihm zu Ehren in Johannes-Künzig-Institut für ostdeutsche Volkskunde (JKI) umbenannt. 2013 erhielt das Forschungsinstitut seinen heutigen Namen.
Die Haupttätigkeiten des IVDE sind die Dokumentation, Analyse und Vermittlung der Kultur und Traditionen der Deutschen in den genannten Regionen des östlichen Europa.
Seine Forschungsschwerpunkte liegen in den Bereichen Erzähl- und Liedforschung, Migration und Integration, Biografieforschung, interethnische und -kulturelle Beziehungen und Wissenschaftsgeschichte der „ostdeutschen Volkskunde“. Es kooperiert eng mit der Universität Freiburg sowie anderen wissenschaftlichen Einrichtungen.
Das IVDE bietet verschiedene Serviceleistungen an, darunter eine Fachbibliothek und verschiedene Archive (Bild-, Ton-, Landkarten- sowie Schriftarchiv) zum Themenschwerpunkt. Im Bestand der institutseigenen Präsenzbibliothek finden sich Werke zu den Themenschwerpunkten Volkskunde, Mundart, Landeskunde und -geschichte der Deutschen aus und in Ostmittel-, Ost- u. Südosteuropa, Flucht, Vertreibung, Aussiedlung, Integration, kulturelle Wechselbeziehungen, Migration und Minderheitenproblematik.
In seiner unregelmäßigen erscheinenden Schriftenreihe des Instituts für Volkskunde der Deutschen des östlichen Europa, die auch als Online-Ausgabe verfügbar ist, publiziert das IVDE seit 2014 Konferenzschriften, Aufsatzsammlungen und Monographien.
Leiter des Instituts war seit 1996 Werner Mezger. Sein Nachfolger ist seit Oktober 2021 Markus Tauschek, Professor an der Universität Freiburg, Mitglied der Kommission „Kulturelle Kontexte des östlichen Europa“ und Vorsitzender der Deutschen Gesellschaft für Empirische Kulturwissenschaft.

## Publikationen
- Schriftenreihe des Instituts für Volkskunde der Deutschen des östlichen Europa, ISSN 2198-0659 (seit 2014)